# Promúsica
（又稱，前稱），是建立於哥伦比亚的非營利音樂協會，總部設立在波哥大。協會是國際唱片業協會的成員，負責製作官方音樂排行榜和頒發唱片銷售認證。

## 外部連結
- 官方网站